# Roodkopmoerasweekschildkever
De roodkopmoerasweekschildkever (Cyphon ruficeps) is een keversoort uit de familie moerasweekschilden (Scirtidae). De wetenschappelijke naam van de soort werd in 1868 gepubliceerd door Henri Tournier.
In België werd de roodkopmoerasweekschildkever voor het eerst aangetroffen op 3 juli 2018 in een oude turfstekerij in Jalhay.